# 乌塔保国际机场
乌塔保罗勇芭提雅国际机场（音素換寫：Th̀āxākāṣ̄yān nānāchāti xū̀ tap̣heā）是一座位於泰国东部的机场，为泰国首都曼谷都會區的第三座国际机场。這座機場接近春武里府芭堤雅南边的莎打厝港口（Sathahip），距離芭堤雅37公里，首都曼谷東南方約140公里。同時也是泰國軍隊的軍用機場，稱做「烏打拋皇家海軍飛行場」。

## 历史
越战时期作为美國駐泰空軍六个基地之一，B-52轰炸机每日从这里起飞去轰炸北越。1975年西貢陷落的前後幾天裡，南越空軍大量的飛行員駕駛各種軍機逃到該基地或外海的航空母艦上。

## 近事
2008年11月17日，泰国民联占领并关闭素万那普机场，烏達堡国际机场成為曼谷唯一对外开放空港。
2015年6月3日泰国交通部长巴金上将发布声明，泰国交通部拟将芭堤雅附近乌达抛机场发展成为泰国服务曼谷的第3座商务国际机场机场，同时计划兴建机场轻轨快线（Airport Link），将乌达抛机场与曼谷廊曼国际机场、素万那普机场实现互联互通。乌达抛机场在曼谷市东南方约190公里，距离滨海度假胜地芭堤雅仅37公里。
乌达抛机场发展共分为3个阶段，分别是：第一阶段2015年至2017年，将机场的乘客接纳能力提升至每年300万人次，新的乘客大楼可望在2018年竣工，并投入使用。 此外，还需要加建跑道、停机位以及加油站等。
第二个发展阶段为2018年至2020年，继续升级为可承接500万人次/年的机场，此阶段的主要任务是加强服务首都曼谷及正在蓬勃发展的综合旅游城市芭堤雅，继续加深「一个机场，两项任务」的理念；
第三阶段则是2020年之后，此阶段是根据需求而逐步完善机场设施，为不断增加的客流量提供便利。
详见：泰国正式升级芭堤雅乌达抛机场，机场快轨连接曼谷

## 航空公司與航点

### 國內線
| 航空公司           | 目的地         |
| ------------------ | -------------- |
| 曼谷航空（PG）     | 普吉、蘇梅島   |
| 泰國獅子航空（SL） | 清邁、烏隆他尼 |

### 國際線
| 航空公司       | 目的地 |
| -------------- | --- |
| 亞洲航空（AK） | 吉隆坡 |
| 藍色航空       | 季節性包機：克拉斯諾亞爾斯克、伯力场新西伯利亚、伊尔库茨克、海參崴、莫斯科,鄂木斯克,托木斯克州,烏法,克麥羅沃州 |
| S7 航空        | 伊爾庫茨克 |
| 斯卡特航空     | 包机航班：阿拉木图机场、努尔苏丹·纳扎尔巴耶夫国际机场                                                          |

## 相关报导
1. ↑  .   [2008-11-29]. （原始内容存档于2016-03-03）.